# Talang Leban
Talang Leban is een bestuurslaag in het regentschap Musi Banyuasin van de provincie Zuid-Sumatra, Indonesië. Talang Leban telt 1724 inwoners (volkstelling 2010).